# Paederidus ruficollis
Paederidus ruficollis is een keversoort uit de familie Staphylinidae. 

## Kenmerken
Hij heeft een lichaamslengte van 6,5-8,0 mm. De hoofd en buik zijn zwart met een zwakke metaalblauwe reflectie. De dekschilden zijn donker metaalblauw. Het pronotum is lichtrood of oranje. Elytra zijn kwadraat of enigszins langwerpig. Beharing op de elytra en buik langer en bleker. Op tergieten 3 tot en met 6 vrijwel gelijkmatig diagonaal naar het midden gerangschikt.